# Miami Open 2015
Miami Open 2015 presented by Itaú (також відомий як Miami Masters 2015) - чоловічий і жіночий професійний тенісний турнір, що проходив на відкритих кортах з твердим покриттям Tennis Center at Crandon Park у Кі-Біскейні (США). Це був 31-й за ліком Мастерс Маямі. Належав до категорії Masters 1000 в рамках Туру ATP 2015, а також до серії Premier Mandatory в рамках Туру WTA 2015. Тривав з 24 березня до 5 квітня 2015 року.

## Очки і призові

### Нарахування очок
| Дисципліна                 | П    | Ф   | ПФ  | ЧФ  | 1/8 | 1/16 | 1/32 | 1/64 | Q   | Q2  | Q1  |
| Одиночний розряд, чоловіки | 1000 | 600 | 360 | 180 | 90  | 45   | 25*  | 10   | 16  | 8   | 0   |
| Парний розряд, чоловіки    | 1000 | 600 | 360 | 180 | 90  | 0    | Н/Д  | Н/Д  | Н/Д | Н/Д | Н/Д |
| Одиночний розряд, жінки    | 1000 | 650 | 390 | 215 | 120 | 65   | 35*  | 10   | 30  | 20  | 2   |
| Парний розряд, жінки       | 1000 | 650 | 390 | 215 | 120 | 10   | Н/Д  | Н/Д  | Н/Д | Н/Д | Н/Д |

- Гравчині, що виходять у друге коло без боротьби, отримують очки за перше коло.

### Призові гроші
| Дисципліна                 | П        | F        | ПФ       | ЧФ       | 1/8     | 1/16    | 1/32    | 1/64    | Q2     | Q1     |
| Чоловіки, одиночний розряд | $900,400 | $439,420 | $220,230 | $112,270 | $59,185 | $31,670 | $17,100 | $10,485 | $3,125 | $1,600 |
| Жінки, одиночний розряд    | $900,400 | $439,420 | $220,230 | $112,270 | $59,185 | $31,670 | $17,100 | $10,485 | $3,125 | $1,600 |
| Чоловіки, парний розряд    | $295,000 | $143,980 | $72,170  | $36,770  | $19,390 | $10,380 | Н/Д     | Н/Д     | Н/Д    | Н/Д    |
| Жінки, парний розряд       | $295,000 | $143,980 | $72,170  | $36,770  | $19,390 | $10,380 | Н/Д     | Н/Д     | Н/Д    | Н/Д    |

## Учасники чоловічих змагань

### Сіяні
| Країна          | Гравець               | Рейтинг1 | Сіяний |
| --------------- | --------------------- | -------- | ------ |
| Сербія          | Новак Джокович        | 1        | 1      |
| Іспанія         | Рафаель Надаль        | 3        | 2      |
| Велика Британія | Енді Маррей           | 4        | 3      |
| Японія          | Кей Нісікорі          | 5        | 4      |
| Канада          | Мілош Раоніч          | 6        | 5      |
| Іспанія         | Давид Феррер          | 7        | 6      |
| Швейцарія       | Стен Вавринка         | 8        | 7      |
| Чехія           | Томаш Бердих          | 9        | 8      |
| Болгарія        | Григор Димитров       | 11       | 9      |
| Іспанія         | Фелісіано Лопес       | 12       | 10     |
| Франція         | Жо-Вілфрід Тсонга     | 13       | 11     |
| Франція         | Жиль Сімон            | 14       | 12     |
| Іспанія         | Роберто Баутіста Аґут | 15       | 13     |
| Латвія          | Ернестс Гульбіс       | 16       | 14     |
| ПАР             | Кевін Андерсон        | 17       | 15     |
| Іспанія         | Томмі Робредо         | 18       | 16     |
| Франція         | Гаель Монфіс          | 19       | 17     |
| Бельгія         | Давід Ґоффен          | 20       | 18     |
| Уругвай         | Пабло Куевас          | 21       | 19     |
| Хорватія        | Іво Карлович          | 22       | 20     |
| Італія          | Фабіо Фоніні          | 23       | 21     |
| США             | Джон Ізнер            | 24       | 22     |
| Іспанія         | Гільєрмо Гарсія-Лопес | 25       | 23     |
| Аргентина       | Леонардо Маєр         | 27       | 24     |
| Австралія       | Бернард Томіч         | 29       | 25     |
| Чехія           | Лукаш Росол           | 30       | 26     |
| Колумбія        | Сантьяго Хіральдо     | 31       | 27     |
| Франція         | Адріан Маннаріно      | 32       | 28     |
| Іспанія         | Фернандо Вердаско     | 34       | 29     |
| Люксембург      | Жіль Мюллер           | 36       | 30     |
| Франція         | Жеремі Шарді          | 38       | 31     |
| Сербія          | Віктор Троїцький      | 39       | 32     |

- 1 Рейтинг подано станом на 23 березня 2015.

#### Інші учасники
Учасники, що потрапили в основну сітку завдяки вайлд-кард:
- Хьон Чун
- Кайл Едмунд
- Раян Гаррісон
- Танасі Коккінакіс
- Андрій Рубльов

Такі учасники отримали право на участь в основній сітці завдяки захищеному рейтингові:
- Ніколас Альмагро
- Хуан Мартін дель Потро

Нижче наведено гравців, які пробились в основну сітку через стадію кваліфікації:
- Рубен Бемельманс
- Міхаель Беррер
- Стів Дарсіс
- Джеймс Дакворт
- Дамір Джумгур
- Алехандро Фалья
- Робін Гаасе
- Остін Крайчек
- Філіп Країнович
- Адріан Менендес-Maceiras
- Едуар Роже-Васслен
- Олександр Звєрєв

#### Відмовились від участі
До початку турніру
- Жульєн Беннето → його замінив  Борна Чорич
- Марин Чилич → його замінив  Ллейтон Г'юїтт
- Роджер Федерер (зміна розкладу) → його замінив  Яркко Ніємінен
- Марді Фіш → його замінив  Тім Смичек
- Рішар Гаске (травма спини) → його замінив  Душан Лайович
- Філіпп Кольшрайбер → його замінив  Річардас Беранкіс
- Нік Киріос (травма ступні) → його замінив  Марінко Матосевич
- Андреас Сеппі → його замінив  Ґо Соеда
- Радек Штепанек → його замінив  Андрій Голубєв
- Янко Типсаревич → його замінив  Юрген Мельцер

#### Знялись
- Душан Лайович
- Лу Єн-Сун
- Гаель Монфіс

## Учасники основної сітки в парному розряді

### Сіяні
| Країна     | Гравець            | Країна   | Гравець            | Рейтинг1 | Сіяний |
| ---------- | ------------------ | -------- | ------------------ | -------- | ------ |
| США        | Боб Браян          | США      | Майк Браян         | 2        | 1      |
| Канада     | Вашек Поспішил     | США      | Джек Сок           | 18       | 2      |
| Бразилія   | Марсело Мело       | Бразилія | Бруно Соарес       | 19       | 3      |
| Нідерланди | Жан-Жульєн Роєр    | Румунія  | Горія Текеу        | 24       | 4      |
| Іспанія    | Марсель Гранольєрс | Іспанія  | Марк Лопес         | 25       | 5      |
| Польща     | Марцін Матковський | Сербія   | Ненад Зімоньїч     | 26       | 6      |
| Франція    | Ніколя Маю         | Франція  | Едуар Роже-Васслен | 29       | 7      |
| Індія      | Роган Бопанна      | Канада   | Деніел Нестор      | 31       | 8      |

- 1 Рейтинг подано станом на 23 березня 2015.

#### Інші учасники
Нижче наведено пари, які отримали вайлдкард на участь в основній сітці:
- Томас Беллуччі /  Жоао Соуза
- Раян Гаррісон /  Ражів Рам

#### Знялись
- Роберто Баутіста Аґут (травма лівого ока)
- Марк Лопес (травма гомілковостопного суглобу)

## Учасниці

### Сіяні
| Країна    | Гравчиня             | Рейтинг1 | Сіяна |
| --------- | -------------------- | -------- | ----- |
| США       | Серена Вільямс       | 1        | 1     |
| Росія     | Марія Шарапова       | 2        | 2     |
| Румунія   | Сімона Халеп         | 3        | 3     |
| Данія     | Каролін Возняцкі     | 5        | 4     |
| Сербія    | Ана Іванович         | 6        | 5     |
| Канада    | Ежені Бушар          | 7        | 6     |
| Польща    | Агнешка Радванська   | 8        | 7     |
| Росія     | Катерина Макарова    | 9        | 8     |
| Німеччина | Андреа Петкович      | 10       | 9     |
| Чехія     | Луціє Шафарова       | 11       | 10    |
| Італія    | Сара Еррані          | 12       | 11    |
| Іспанія   | Карла Суарес Наварро | 13       | 12    |
| Німеччина | Анджелік Кербер      | 14       | 13    |
| Чехія     | Кароліна Плішкова    | 15       | 14    |
| Італія    | Флавія Пеннетта      | 16       | 15    |
| США       | Вінус Вільямс        | 17       | 16    |
| США       | Медісон Кіз          | 18       | 17    |
| КНР       | Пен Шуай             | 19       | 18    |
| Чехія     | Барбора Стрицова     | 20       | 19    |
| Сербія    | Єлена Янкович        | 21       | 20    |
| Іспанія   | Гарбінє Мугуруса     | 22       | 21    |
| Франція   | Алізе Корне          | 24       | 22    |
| Австралія | Саманта Стосур       | 25       | 23    |
| Росія     | Світлана Кузнецова   | 27       | 24    |
| Франція   | Каролін Гарсія       | 28       | 25    |
| Україна   | Еліна Світоліна      | 29       | 26    |
| Німеччина | Сабіне Лісіцкі       | 30       | 27    |
| США       | Варвара Лепченко     | 31       | 28    |
| Казахстан | Заріна Діяс          | 32       | 29    |
| Італія    | Каміла Джорджі       | 33       | 30    |
| Румунія   | Ірина-Камелія Бегу   | 34       | 31    |
| Австралія | Кейсі Деллаква       | 35       | 32    |

- 1 Рейтинг подано станом на 9 березня 2015.

#### Інші учасниці
Учасниці, що потрапили в основну сітку завдяки вайлд-кард:
- Франсуаз Абанда
- Паула Бадоса Хіберт
- Кетрін Белліс
- Сорана Кирстя
- Інді де Вроме
- Дарія Гаврилова
- Ніколь Вайдішова
- Наталія Віхлянцева

Учасниці, що потрапили в основну сітку завдяки захищеному рейтингу:
- Віра Звонарьова

Нижче наведено гравчинь, які пробились в основну сітку через стадію кваліфікації:
- Тімеа Бабош
- Александра Дулгеру
- Марина Еракович
- Ірина Фалконі
- Сесил Каратанчева
- Катерина Козлова
- Татьяна Марія
- Полін Пармантьє
- Уршуля Радванська
- Євгенія Родіна
- Алісон ван Ейтванк
- Стефані Фегеле

Такі тенісистки потрапили в основну сітку як a щасливий лузер:
- Чжен Сайсай

#### Відмовились від участі
До початку турніру
- Тімеа Бачинскі (травма лівої щиколотки)[2] → її замінила  Александра Крунич
- Домініка Цібулкова (травма ахілла) → її замінила  Полона Герцог
- Ярміла Ґайдошова (бактеріальна інфекція)[3] → її замінила  Катерина Сінякова
- Петра Квітова (виснаження)[4] → її замінила  Шелбі Роджерс
- Пен Шуай (травма спини) → її замінила  Чжен Сайсай

#### Знялись
- Марина Еракович (травма лівої щиколотки)

## Учасниці в парному розряді

### Сіяні
| Країна            | Гравчиня          | Країна   | Гравчиня             | Рейтинг1 | Сіяна |
| ----------------- | ----------------- | -------- | -------------------- | -------- | ----- |
| Швейцарія         | Мартіна Хінгіс    | Індія    | Саня Мірза           | 12       | 1     |
| Росія             | Катерина Макарова | Росія    | Олена Весніна        | 16       | 2     |
| США               | Ракель Копс-Джонс | США      | Абігейл Спірс        | 20       | 3     |
| Китайський Тайбей | Сє Шувей          | Італія   | Флавія Пеннетта      | 21       | 4     |
| Іспанія           | Гарбінє Мугуруса  | Іспанія  | Карла Суарес Наварро | 25       | 5     |
| КНР               | Пен Шуай          | Чехія    | Луціє Шафарова       | 27       | 6     |
| Угорщина          | Тімеа Бабош       | Франція  | Крістіна Младенович  | 31       | 7     |
| Франція           | Каролін Гарсія    | Словенія | Катарина Среботнік   | 43       | 8     |
| Чехія             | Андреа Главачкова | Чехія    | Луціє Градецька      | 46       | 9     |

- 1 Рейтинг подано станом на 9 березня 2015.

#### Інші учасниці
Нижче наведено пари, які отримали вайлдкард на участь в основній сітці:
- Алізе Корне /  Еліна Світоліна
- Александра Дулгеру /  Сімона Халеп
- Даніела Гантухова /  Карін Кнапп
- Моніка Пуїг /  Гезер Вотсон

Нижче наведено пари, які отримали місце в основній сітці як заміни:
- Елена Богдан /  Ніколь Мелічар
- Магдалена Рибарикова /  Чжен Сайсай

#### Відмовились від участі
До початку турніру
- Марина Еракович (травма лівої щиколотки під час гри першого раунду в одиничному розряді)
- Пен Шуай (травма спини)

## Переможці та фіналісти

### Чоловіки. Одиночний розряд
- Новак Джокович —  Енді Маррей, 7–6(7–3), 4–6, 6–0

### Одиночний розряд. Жінки
- Серена Вільямс —  Карла Суарес Наварро, 6–2, 6–0

### Парний розряд. Чоловіки
- Боб Браян /  Майк Браян —  Вашек Поспішил /  Джек Сок, 6–3, 1–6, [10–8]

### Парний розряд. Жінки
- Мартіна Хінгіс /  Саня Мірза —  Катерина Макарова /  Олена Весніна, 7–5, 6–1